# Kicking Horse
Kicking Horse é uma Região censo-designada localizada no estado americano de Montana, no Condado de Lake.

## Demografia
Segundo o censo americano de 2000, a sua população era de 80 habitantes.

## Geografia
De acordo com o United States Census Bureau tem uma área de
9,1 km², dos quais 6,4 km² cobertos por terra e 2,7 km² cobertos por água.

## Localidades na vizinhança
O diagrama seguinte representa as localidades num raio de 24 km ao redor de Kicking Horse.